# Jakob Boræus
Jakob Boræus, född 8 mars 1721 i Bredestads socken, Jönköpings län, död 31 januari 1783 i Vadstena, Östergötlands län, han var en svensk kyrkoherde i Vadstena församling.

## Biografi
Jakob Boræus föddes 8 mars 1721 i Bredestads socken. Han var son till komministern därstädes. Boræus blev 1743 student vid Lunds universitet, Lund och prästvigdes 15 maj 1748. Han tog 1756 magister vid Greifswalds universitet, Greifswald och blev 24 oktober 1763 komminister i Rakereds församling, Vikingstads pastorat. Boræus tog pastoralexamen 25 april 1763 och blev kyrkoherde 24 oktober 1769 i Vadstena församling, Vadstena pastorat, tillträde 1771. Han avled 31 januari 1783 i Vadstena och begravdes 7 februari samma år av biskop Uno von Troil.

### Familj
Boræus gifte sig 20 augusti 1765 med Anna Maria Kling (1728–1783). Hon var dotter till kyrkoherden i Vikingstads socken. De fick tillsammans sonen Jöns Daniel (1766–1793).